# Royal Society of Literature
La Royal Society of Literature, anche se a contributo volontario, è ritenuta l'accademia nazionale britannica della letteratura. Fondata nel 1820, è una delle accademie più antiche attualmente esistenti. È situata presso la Somerset House a Londra.